# Cedric Burnside
Cedric O. Burnside (né le 26 août 1978) est un guitariste de blues, batteur, chanteur et auteur-compositeur américain. Son album I Be Trying remporte le Grammy Award du meilleur album de blues traditionnel à la 64e cérémonie des Grammy Awards en 2022.
Il est le petit-fils du bluesman RL Burnside.

## Discographie
| Année | Titre                       | Label                    | Crédit                                |
| ----- | --------------------------- | ------------------------ | ------------------------------------- |
| 2001  | Burnside On Burnside        | Fat Possum Records       | R.L. Burnside and Cedric Burnside     |
| 2006  | The Record                  | Harvest Media Group      | Burnside Exploration                  |
| 2007  | Juke Joint Duo              | Soul Is Cheap            | Cedric Burnside and Lightnin' Malcolm |
| 2008  | Two Man Wrecking Crew       | Delta Groove Productions | Cedric Burnside and Lightnin' Malcolm |
| 2011  | The Way I Am                | CD Baby                  | Cedric Burnside Project               |
| 2013  | Hear Me When I Say          | CD Baby                  | Cedric Burnside Project               |
| 2014  | Allison Burnside Express    | Jazzhaus                 | Cedric Burnside and Bernard Allison   |
| 2015  | Descendants of Hill Country | Cedric Burnside Project  | Cedric Burnside Project               |
| 2018  | Benton County Relic         | Single Lock Records      | Cedric Burnside                       |
| 2021  | I Be Trying                 | Single Lock Records      | Cedric Burnside                       |
| 2024  | Hill Country Love           | Provogue Records         | Cedric Burnside                       |

,